# 村国氏
村国氏（むらくにうじ）は、日本の飛鳥時代から奈良時代に地方豪族・中央官人として栄えた一族である。姓（カバネ）は連。本拠地は美濃国各務郡で、672年の壬申の乱で村国男依が活躍してから、中級官人を輩出した。760年代に藤原仲麻呂に引きたてられたが、そのせいで764年の藤原仲麻呂の乱後、衰えた。

## 美濃国における村国氏
村国氏は美濃国各務郡を本拠とした氏族で、尾張国造（尾張連）の一族と想定する説がある。男依より前の村国氏について直接知りうることはなく、全国的には無名に近い地方小豪族だったと思われる。
平安時代に作られた『和名類聚抄』には、美濃国各務郡、尾張国葉栗郡、大和国添下郡の三か所に村国郷がある。このうち美濃と尾張の村国郷は、両国の境をなす木曽川を隔てて向かい合うと推測されているので、もと同じ地域をさしたものであろう。平安時代の「延喜式神名帳」は、各務郡に村国神社が2つと村国真墨田神社があることを記す。葉栗郡には『延喜式』には現れないが別の村国神社があり、村国男依が造ったという伝承を持つ音楽寺がある。
また、後述のように村国男依とその孫の島主は美濃に縁がある。大宝2年（702年）の御野国山方郡三井田里戸籍に村国奥連小竜女なる女がみえる。『続日本紀』は慶雲4年（707年）5月16日に美濃国の村国連等志売が三つ子を産んだと記す。このように村国に関わる事と人は美濃国に集中しており、村国氏を美濃国各務郡と結びつける説は確実性が高い。
『日本書紀』は壬申の乱当時の村国男依に連の姓をつけ、以後の史書もみな村国氏を連姓で記す。しかし、連姓は天武天皇の時代の八色の姓制定の前後でまったく地位を異にしており、壬申の乱当時における連姓は地方小豪族には高すぎる。『続日本紀』大宝元年（701年）7月の記事には、乱当時の姓を付して壬申の功臣を並べた中で、村国小依（男依）が姓なしで記されている。これを重視すれば、壬申の乱当時には姓がなく、乱後に連の姓を与えられたと考えることができる。

## 朝廷における村国氏
村国氏は、大海人皇子（天武天皇）に仕えた村国男依によって『日本書紀』に登場する。壬申の年（672年）の6月に、男依は大海人皇子の挙兵命令を美濃国に伝達する使者となった。美濃国出身であることが考慮されたと思われる。7月には主戦線となった近江方面の軍の中心的指揮官として活躍した。男依は壬申の乱の後、封戸を与えられた。死後には外小紫の冠位を贈られ、子の村国志我麻呂が功田を与えられた。最大の功労者に対するものとしては小さく見えるが、地方豪族出身者に対しては大きな優遇であった。
8世紀前半の村国氏は、志我麻呂が従五位上、子虫が外従五位下を極位とし、外位ながらかろうじて五位に届く程度の中・下級貴族になった。
藤原仲麻呂の全盛期には、男依の孫村国島主が初め仲麻呂に仕えたことから、一族が仲麻呂の引き立てを受けた。天平宝字8年（764年）の藤原仲麻呂の乱の直前には、島主が美濃少掾、村国子老が能登守、村国虫麻呂が越前介であった。この配置は、近江国を軸に東国と北国の軍事動員をもくろんだ仲麻呂の計画に対応したものと思われる。だが、仲麻呂が軍を興すことに失敗して敗死したため、計画は不発に終わった。島主は不破関を固めに来た使者に殺され、他の二人も国司の任を解かれた。後に朝廷は村国島主に罪がなかったと認めた。一度は失脚した子老と虫麻呂は以前と同じ位階の官人として復帰を果たした。しかしながら子孫に同じ地位を引き継ぐことはできなかった。
ずっと後に、後宮に勤務した村国数子が貞観17年（875年）に外従五位下になったのが五位に達した最後の村国氏で、その後は正六位上の村国業世とその子村国春沢の名が『日本三代実録』仁和元年（885年）4月条に見える。